# Anaële Hermans
Pour les articles homonymes, voir Hermans.
Anaële Hermans, née le 2 novembre 1982 à La Louvière (province de Hainaut), est une scénariste de bande dessinée et romancière belge francophone.

## Biographie
Anaële Hermans naît le 2 novembre 1982 à La Louvière. Après des études de lettres, elle devient professeur de langue française,.
Avec sa sœur Delphine, elle publie le one shot Les Amandes vertes, lettres de Palestine, dans la collection « Civilisation » aux parisiennes éditions Warum en 2011. Cet ouvrage reçoit le prix Médecins sans frontières au Rendez-vous du carnet de voyage de Clermont-Ferrand. En 2013, Anaële Hermans, romaniste de formation, Elle publie un premier roman Bananes sauce gombos inspiré de ses rencontres à Bruxelles ou lors de ses nombreux voyages à l’étranger publié aux éditions L'Harmattan en 2013.
Les sœurs réalisent ensuite le roman graphique Avant d’oublier chez le même éditeur en 2014, l’histoire d’une jeune fille qui, à la suite du décès de son grand-père, tente de se rapprocher de personnes issues de la même génération. Elle retrouve sa sœur pour le one shot La Ballade des dangereuses, journal d'une incarcération,, un témoignage sur une histoire vécue publié dans la collection « Contre-Cœur » aux éditions La Boîte à bulles. Cet ouvrage vaut à leurs autrices d'être récipiendaires du prix Atomium de Bruxelles 2018,.
Elle écrit le scénario du one shot Ting Tang sap sap pour les dessinateurs Benjamin Vinck et Louise-Marie Colon,,, dans la collection « Hors Champ » aux éditions La Boîte à bulles en 2020.
Le duo familial se reforme encore pour livrer Hayat : d'Alep à Bruxelles, dans la même collection chez le même éditeur en 2023. Elle contribue également à la nouvelle mouture de Métal hurlant dans le no 7 La Monstrueuse Parade de février 2023 avec le court récit Les Masques des Abysses illustré par Nadar.
En 2024, elle lance en collaboration avec Nour Diop la série jeunesse Anta. Le premier tome intitulé : Les Voix de l'océan, dessiné par Gaspard Talmasse conte l'histoire d'une jeune Belge de 8 ans dont la maman d'origine sénégalaise s'installe en famille dans le quartier Santhiaba à Saint-Louis. En 2025, elle écrit coup sur coup les scénarios de Quelques battements d'ailes pour la dessinatrice Tiffanie Vande Ghinste et Lointains mes mots dessiné par Sandrine Revel, publiés respectivement dans la collection « Mirages » des éditions Delcourt et par les éditions Dargaud.
Certains de ses ouvrages sont traduits en anglais comme Green Almonds : Letters from Palestine et en néerlandais comme Gevaarlijke dames, een ballade - Dagboek van een opsluiting publié aux éditions Scratch en 2020.
Par ailleurs, elle anime un atelier d'écriture Écrire un scénario de roman graphique à la Maison de la Francité à Bruxelles de 2022 à 2023.
Parallèlement, elle travaille dans une structure d'accueil des migrants à Bruxelles.

### Vie privée
Elle demeure à Bruxelles.

## Œuvres

### Publications

#### Romans graphiques
- Les Amandes vertes - Lettres de Palestine[24], Warum, coll. « Civilisation », Paris, janvier 2011
Scénario : Anaële Hermans - Dessin : Delphine Hermans - Couleurs : noir et blanc -  (ISBN 978-2-915920-58-1),Réédition en 2016.  (ISBN 978-2-365-35129-4)
- Avant d'oublier[5], Warum, Paris, 8 octobre 2014
Scénario : Anaële Hermans - Dessin : Delphine Hermans - Couleurs : bichromie -  (ISBN 978-2-365-35051-8)
- La Ballade des dangereuses, journal d'une incarcération[8],[6],[25],[7], La Boîte à bulles, coll. « Contre-Cœur », Saint-Avertin, 7 mars 2018
Scénario : Anaële Hermans - Dessin et couleurs : Delphine Hermans -  (ISBN 9782849532928)
- Ting Tang sap sap[10],[11],[12], La Boîte à bulles, coll. « Hors Champ », Saint-Avertin, 9 septembre 2020
Scénario : Anaële Hermans - Dessin : Louise-Marie Colon, Benjamin Vinck - Couleurs : Louise-Marie Colon, Benjamin Vinck -  (ISBN 9782849532867)
- Hayat : d'Alep à Bruxelles[13],[14], La Boîte à bulles, coll. « Contre-Cœur », Saint-Avertin, 1 février 2023
Scénario : Anaële Hermans - Dessin et couleurs : Delphine Hermans -  (ISBN 978-2-84953-440-3)
- Quelques battements d'ailes[19],[26],[27], Delcourt, coll. « Mirages », Paris, 12 mars 2025
Scénario : Anaële Hermans - Dessin et couleurs : Tiffanie Vande Ghinste -  (ISBN 978-2-413-04357-7)
- Lointains mes mots[20],[28],[29], Dargaud, Paris, 18 avril 2025
Scénario : Anaële Hermans - Dessin et couleurs : Sandrine Revel -  (ISBN 978-2-205-21186-3)

#### Anta
- 1. Les Voix de l'océan[17],[18],[30], Delcourt, Paris, 2 octobre 2024
Scénario : Anaële Hermans, Nour Diop - Dessin et couleurs : Gaspard Talmasse -  (ISBN 9782413083399)

#### Collectifs
Métal hurlant
- 7. La Monstrueuse Parade[15], Les Humanoïdes associés, Paris, 24 mai 2023
Scénario : collectif dont Anaële Hermans - Dessin : collectif - Couleurs : quadrichromie -  (ISBN 978-2-7316-5843-9) — Préface : Jerry Frissen.

#### Romans
- Bananes sauce gombos, L'Harmattan, Paris, 2013  (ISBN 978-2-343-00030-5).

## Prix et distinctions
- 2018 : prix Atomium  de Bruxelles pour La Ballade des dangereuses, journal d'une incarcération partagé avec Delphine Hermans[8],[9].

### Livres
: document utilisé comme source pour la rédaction de cet article.
- Philippe Mellot, Michel Denni, Laurent Turpin et Isabelle Morzadec, Trésors de la bande dessinée : BDM 2023-2024 - Catalogue encyclopédique et Argus, Paris, Les Arènes, novembre 2022, 23e éd., 1677 p., ill. ; 23 cm (ISBN 9791037507280, OCLC 1351462460, présentation en ligne), p. 58, 108, 123, 1259. .

### Interviews
- Anaële et Delphine Hermans (interviewées par Sylvestre Buoro), « Interview : Les Amandes vertes », Sceneario.com,‎ 17 février 2011 (lire en ligne, consulté le 2 novembre 2023).
- Anaële et Delphine Hermans (interviewées par Stéphanie Dambroise), « Sur le bout des doigts... », Axelle Magazine,‎ 20 mai 2018 (lire en ligne, consulté le 6 novembre 2024).

### Émissions de radio
- Galaxies BD sur La Première, présentation : Thierry Bellefroid, intervenants : Anaële Hermans, Tiffanie Vande Ghinste et Jean-Luc Cornette (13 min 17 s), 14 juin 2025 Écouter en ligne via Auvio .

### Vidéographie
- [vidéo] « Bananes sauce gombos - Anaële Hermans », sur YouTube
- [vidéo] « La parenté à plaisanterie vue par Anaële Hermans #CulturePrime », sur YouTube
- [vidéo] « L'invitée culture - Anaële Hermans », sur YouTube